# Staafkerk van Eidsborg
De Staafkerk van Eidsborg (Noors: Eidsborg stavkyrkje) is een historische staafkerk te Tokke, in de provincie Telemark, Noorwegen.
De staafkerk van Eidsborg is een van de best bewaarde staafkerken in Noorwegen. De Staafkerk van Eidsborg ligt naast het Vest-Telemarkmuseum in Eidsborg.
Er wordt geschat dat de kerk uit 1250-1300 stamt. De kerk is gewijd aan Sint Nicolaas, de beschermheilige van vissers, handelaren, kinderen, vrijers en vele anderen. Ze is gedeeltelijk verbouwd in de 19e eeuw. Het koor werd gesloopt in 1826. Het nieuwe koor dateert uit de periode 1845-1850. De verbouwingswerken hadden geen invloed op de structuur of de vorm van de kerk. Tijdens restauratie in 1927 kwamen geschilderde figuren en ornamenten uit de renaissance en de oude muurschilderingen uit de 17e eeuw tevoorschijn.

## Afbeeldingengalerij

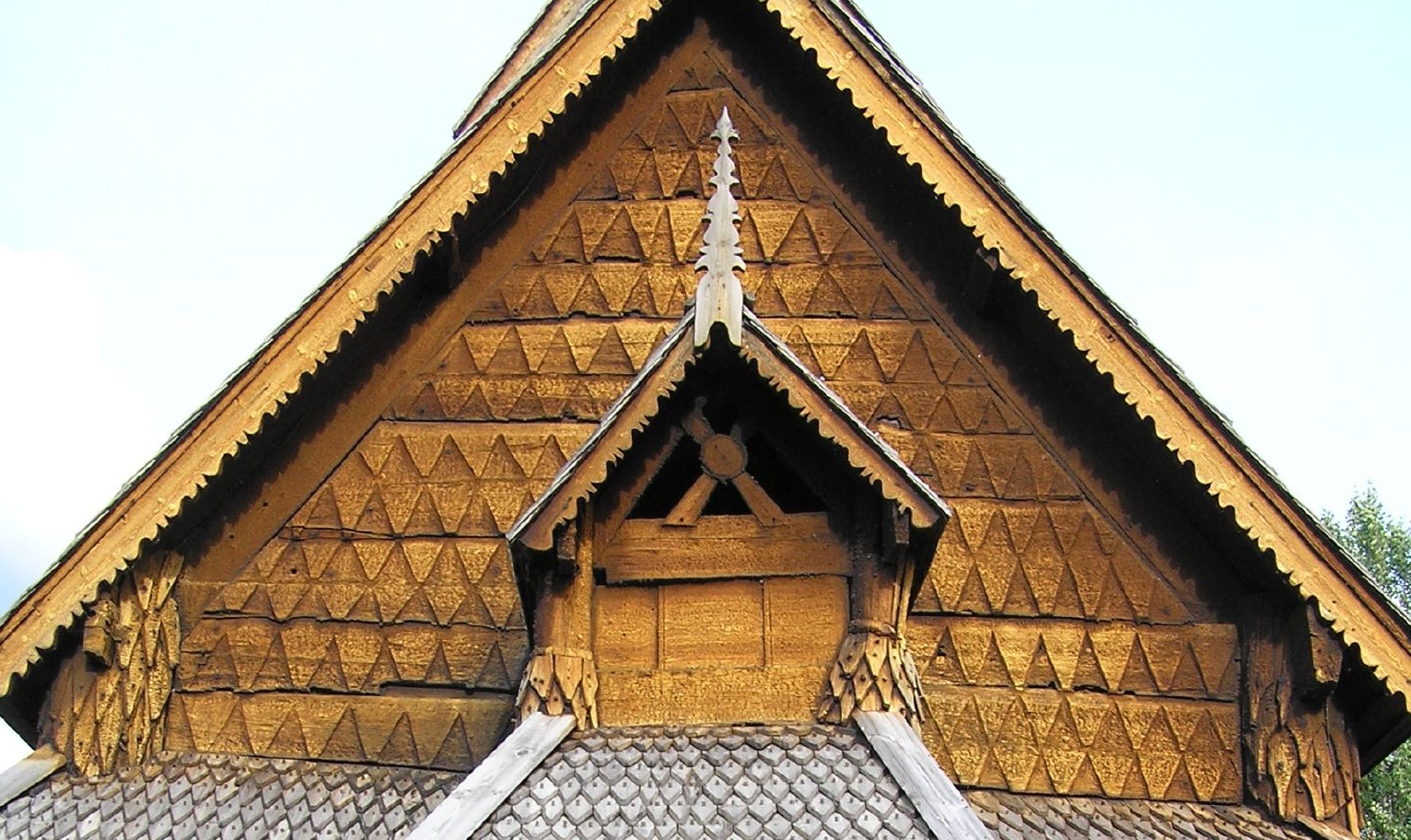
Geveltop van de staafkerk van Eidsborg
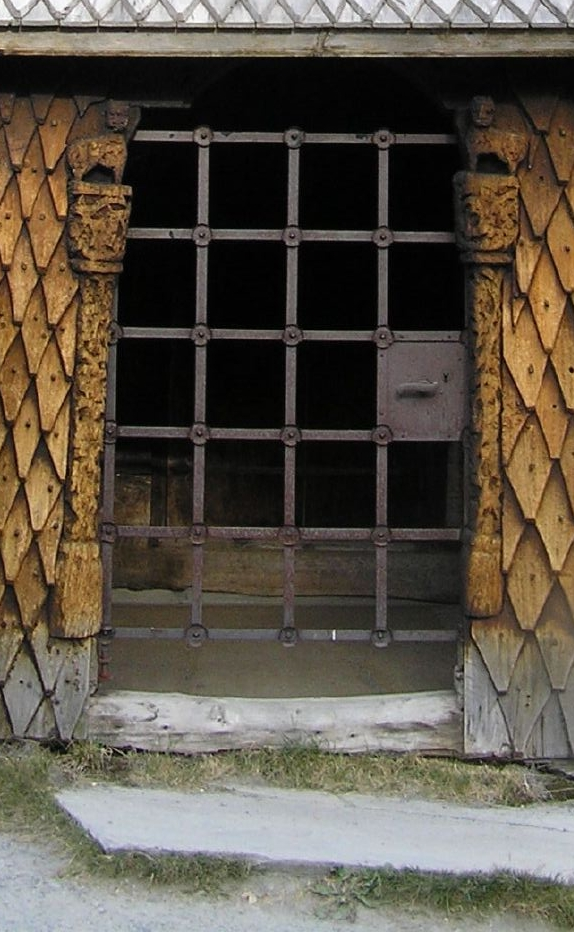
Westelijke ingang van van de Staafkerk van Eidsborg
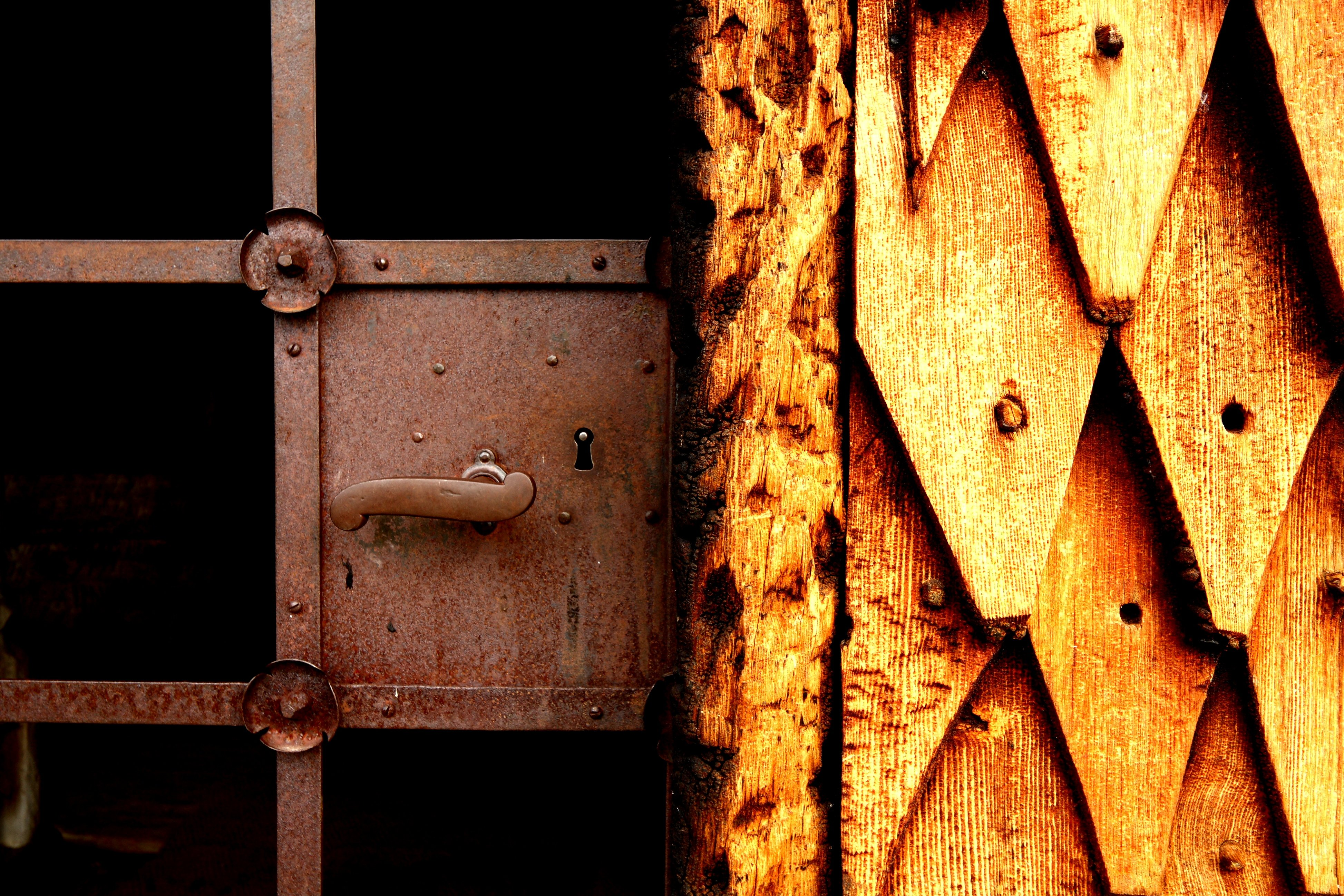
Detail van de staafkerk van Eidsborg